# Onafhankelijke olympische atleten
Onder telkens verschillende benamingen, zoals onafhankelijke olympische deelnemers (ZS 1992), individuele olympische atleten (ZS 2000), onafhankelijke olympische atleten (ZS 2012) en onafhankelijke deelnemers (ZS 2016), alsmede India op de Olympische Winterspelen (WS 2014), olympische atleten uit Rusland (WS 2018), Russisch Olympisch Comité (ZS 2020 en WS 2022) en individuele neutrale atleten (ZS 2024), namen de sporters deel aan de Olympische Spelen zonder dat zij hun eigen land vertegenwoordigden. Reden hiervoor kon zijn dat het land van herkomst niet bekend was of dat het land van herkomst van deelname was uitgesloten en de sporters op uitnodiging van het Internationaal Olympisch Comité mochten deelnemen. Als vlag werd de olympische vlag gevoerd en bij (medaille)ceremonies werd de olympische hymne gespeeld.
Als IOC-landcode werd in 1992 IOP (Independent Olympic Participants) en voor 2000, 2012 en 2016 IOA (Individual / Independent Olympic Athletes), voor 2014 de eigen landcode van India (IND), voor 2018 OAR (Olympic Athletes from Russia), voor 2020 en 2022 ROC en voor 2024 AIN gebruikt.

## Olympische Zomerspelen 1992
Omdat Joegoslavië door de Verenigde Naties een embargo was opgelegd wegens de Joegoslavische oorlogen, namen individuele atleten uit Joegoslavië aan de Olympische Zomerspelen 1992 deel als onafhankelijke olympische deelnemers onder de IOC-landcode IOP. Jasna Šekarić haalde zilver bij het pistoolschieten voor vrouwen; Aranka Binder haalde brons bij het geweerschieten voor vrouwen en Stevan Pletikosić haalde brons bij het kleinkaliber schieten voor mannen.

## Olympische Zomerspelen 2000
Aan de Zomerspelen van 2000 deden onder de naam Individuele olympische atleten vier sporters uit Oost-Timor mee. Dat gebied stond destijds onder gezag van de Verenigde Naties nadat het zich had losgemaakt van Indonesië.

## Olympische Zomerspelen 2012
Na de opheffing van de Nederlandse Antillen in 2010 besloot het IOC dat sporters uit de voormalige Nederlandse Antillen die zich zouden kwalificeren, en niet voor Aruba of Nederland wensten uit te komen, dan als onafhankelijk olympisch atleet mochten meedoen.
Een atleet uit Zuid-Soedan die gevlucht was naar de Verenigde Staten deed eveneens mee als onafhankelijk olympisch atleet.

## Olympische Winterspelen 2014
Sinds december 2012 was het nationaal olympisch comité van India door het IOC geschorst waardoor het land geen sporters kon afvaardigen naar de Olympische Winterspelen van 2014. Om de sporters niet de dupe te laten zijn, besloot het IOC dat deze sporters als onafhankelijk olympisch deelnemer op individuele basis mogen meedoen.
De schorsing werd tijdens de Spelen opgeheven en symbolisch werd de Indiase vlag in het olympisch dorp gehesen. Een van de drie sporters was voor die tijd al in actie gekomen en nam dus formeel deel als onafhankelijk olympisch deelnemer.

## Olympische Zomerspelen 2016
Koeweit nam niet deel aan de Olympische Zomerspelen 2016 in Rio de Janeiro, Brazilië. Het land was in 2015 geschorst, vanwege politieke inmenging in de sport. Wel mochten de atleten uit Koeweit deelnemen onder de olympische vlag. Bij het schieten won Fehaid Aldeehani goud en Abdullah Al-Rashidi brons.

## Olympische Winterspelen 2018 en 2022 / Zomerspelen 2020
Gedurende de Winterspelen van 2018, Zomerspelen van 2020 en Winterspelen van 2022 werd Rusland geweerd van deze Spelen vanwege een grootschalig Russisch dopingschandaal. Wel mochten Russen van wie was aangetoond dat ze schoon waren in 2018 deelnemen onder de olympische vlag en in 2020 en 2022 als lid van de Russische ploeg onder de vlag van het Russisch Olympisch Comité (ROC).

## Olympische Zomerspelen 2024
Russische en Wit-Russische sporters mochten van het Internationaal Olympisch Comité (IOC) niet onder hun eigen vlag deelnemen na de inval van Rusland in Oekraïne in 2022. Bij het roeien (skiff) won Yauheni Zalaty zilver. Bij het dubbelspeltennis won het duo Mirra Andrejeva en Diana Sjnajder zilver.

## Medailles
De tabel geeft een overzicht van de jaren waarin werd deelgenomen door onafhankelijk olympische deelnemers, het aantal gewonnen medailles en de eventuele plaats in het medailleklassement. Dit is exclusief AIN (2024) en ROC (2020, 2022). (Op de Medaillespiegel Olympische Zomerspelen aller tijden is ROC bij Rusland opgeteld, op de Medaillespiegel Olympische Winterspelen aller tijden staan OAR (2018) en ROC (2022) beide separaat vermeld.
| Zomerspelen | Zomerspelen | Zomerspelen | Zomerspelen | Zomerspelen | Zomerspelen |        | Winterspelen | Winterspelen | Winterspelen | Winterspelen | Winterspelen | Winterspelen |
| Jaar        | Goud        | Zilver      | Brons       | Totaal      | Rang        | Jaar   | Goud         | Zilver       | Brons        | Totaal       | Rang         |              |
| 1992        | 0           | 1           | 2           | 3           | 44          | 1992   | -            | -            | -            | -            | -            |              |
| 1996        | -           | -           | -           | -           | -           | 1994   | -            | -            | -            | -            | -            |              |
| 2000        | 0           | 0           | 0           | 0           | -           | 1998   | -            | -            | -            | -            | -            |              |
| 2004        | -           | -           | -           | -           | -           | 2002   | -            | -            | -            | -            | -            |              |
| 2008        | -           | -           | -           | -           | -           | 2006   | -            | -            | -            | -            | -            |              |
| 2012        | 0           | 0           | 0           | 0           | -           | 2010   | -            | -            | -            | -            | -            |              |
| 2016        | 1           | 0           | 1           | 2           | 51          | 2014   | 0            | 0            | 0            | 0            | -            |              |
| 2020        | -           | -           | -           | -           | -           | 2018   | 2            | 6            | 9            | 17           | 13           |              |
| 2024        | -           | -           | -           | -           | -           | 2022   | -            | -            | -            | -            | -            |              |
| Totaal      | 1           | 1           | 3           | 5           |             | Totaal | 2            | 6            | 9            | 17           |              |              |
| Tot. Z+W    | 3           | 7           | 12          | 22          |             |        |              |              |              |              |              |              |